# فرشید اعرابی
فرشید اعرابی (۱۳۴۹ - تهران) موسیقیدان، نوازنده، آهنگساز، خواننده و تنظیم‌کننده اهل ایران است. او به نوازندگی گیتار الکتریک شهرت دارد. فرشید اعرابی با ضبط چهار آلبوم استدیویی پرکارترین هنرمند ایرانی در سبک راک و متال به حساب می‌آید.

## فعالیت
اعرابی نوازندگی گیتار را از سال ۱۳۶۸ شروع کرد و فعالیت حرفه‌ای خود را از سال ۱۳۷۴ آغاز کرد.
در سال ۱۳۸۲ نخستین آلبوم هوی متال ایرانی  با کلام فارسی را با نام پنهان منتشر کرد که تنظیم موسیقی و نوازندگی کلیه سازها در این آلبوم را خود بر عهده داشت. آلبوم دوم او به نام سکوت راوی، آلبوم سوم او به رنگ شب و چهارمین آلبوم مرگ خاموش تا کنون منتشر شده‌اند.
در سال ۱۳۹۳ نخستین موزیک ویدیوی هوی متال فارسی را با نام فریاد کن به کارگردانی علی احتمامی از آلبوم به رنگ شب را منتشر کرد.
رضا یزدانی از شاگردان او بوده‌است.
وی همچنین موسیقی فیلم بادام‌های تلخ را ساخته‌است.
آخرین اثر وی آلبوم مرگ خاموش تیر ماه ۱۳۹۶ منتشر شد. در این آلبوم علی مومنیان به عنوان خوانندهٔ مهمان یک قطعهٔ تلفیقی با موسیقی ایرانی را اجرا کرده‌است. ترانه‌های این آلبوم از عباس روشن زاده، محمد مفتاحی و مولانا است. نیما نواپور نوازندگی درامز، محمد نیک گیتار باس، آوا اعرابی ویولنسل، وحید سلیمانی نژاد کمانچه و افشین علوی نواختن تار را به عهده داشته‌اند.

## آلبوم‌ها
| نام آلبوم | سال انتشتر |
| --------- | ---------- |
| پنهان     | ۱۳۸۲       |
| سکوت راوی | ۱۳۸۷       |
| به رنگ شب | ۱۳۹۱       |
| مرگ خاموش | ۱۳۹۶       |

## کنسرت‌ها
فرشید اعرابی تا کنون ۴ کنسرت در تهران برگزار کرده‌است. اولین بار در در اریکه ایرانیان و دیگری در سالن برج میلاد اما پس از دومین کنسرت، تا ۵ سال به دلایل نامشخص مجوز کنسرت به او داده نشد. پس از ۵ سال فرشید اعرابی بار دیگر توانست مجوز کنسرت بگیرد و در خرداد ماه سال ۱۳۹۵ در برج آزادی کنسرت برگزار کرد.آخرین اجرای فرشید اعرابی در برج آزادی تهران و در تاریخ ۹۵/۱۰/۱۶ بوده‌است.